# Club Alianza Lima
Alianza Lima és un club peruà de futbol de la ciutat de Lima. Va ser fundat el 15 de febrer de 1901 per joves que desitjaven practicar esport. Els fundadors van adoptar aquell nom en honor a la cavallerissa Alianza, propietat del President de la República, Augusto B. Leguía. És considerat com un dels tres grans del futbol peruà. La seva millor actuació a nivell internacional es va donar a l'any 1976 quan va ser campió de la Copa Simón Bolívar.
Als primers anys des de la fundació les trobades eren amateur. És l'únic club supervivent dels que van fundar, el 1912, la Lliga Peruana de Football, quan el club va jugar per primera vegada aquest torneig.
Alianza Lima juga de local a l'Estadi Alejandro Villanueva, també conegut com Matute, del qual és propietari, i que porta el nom d'un dels futbolistes més rellevants de la història aliancista. Va ser inaugurat el 27 de desembre de 1974 i és al Districte de la Victòria, a la ciutat de Lima. Té una capacitat total de 34 000 espectadors. Al començament l'estadi era conegut com a Estadi Alianza Lima, nom que anys més endavant es va modificar per Alianza Lima.

## Història

### Fundació
És un dels clubs més populars del Perú. Va ser fundat el 15 de febrer de 1901 amb el nom de Sport Alianza, per treballadors d'unes quadres de cavalls. El primer uniforme va ser verd i blanc. Més tard van adoptar l'actual blau fosc i blanc a ratlles verticals. La idea era formar un club de futbol que defensés la comunitat davant d'equips d'altres barris. Tots els nois vivien a la ciutat de Lima, i provenien de famílies que exercien feines de fusteria, verduleria i comerç. Els primers jugadors pertanyien a una classe obrera. El clima intern que existia entre els fundadors va fer que se'ls conegui amb el sobrenom dels íntims.
José Carreño, un dels fundadors i poblador del carrer Cotabambas va oferir casa seva com a primer local institucional. Això va agradar molt als altres fundadors com que fins aleshores el club no tenia un punt de reunió fixe, per la qual cosa solien concentrar-se als carrers. Carreño va ser un dels que va contribuir a formar part de la directiva, el seu següent local va ser a Carlos dels heros, ja que a la llar de carreño la seva família es va resistir a la idea,
 i no era convençut, atès l'humil procedir de tots, que al cap de tres mesos, no van poder continuar pagant la mensualitat, que les reunions es van fer a la via pública, així van continuar fins que la família de Carlos i Plácido Galindo els va acollir a casa seva, però després va seguir un període d'inestabilitat de canvi de local i seus. Els documents sobre els primers anys de Sport Alianza són escassos, a partir de 1920 existeixen arxius amb el nom Alianza Lima. Més enllà de la falta d'escrits, es reconeix com a fundadors Eleodoro Cucalón, Augusto Cucalón, Eduardo Pedreschi, Wilfredo Pedreschi, Carlos Pedreschi, Adolfo Pedreschi, Rodolfo Pérez, Manuel Carvallo, Ismael Carvallo, Guillermo Carvallo, Julio Chacaltana, Manuel Arana, Antonio La Torre, Alberto La Torre, José Carreño, Hipòlit Venegas, Eduardo Méndez, Carlos Villarreal, Alberto Palomino, Antonio Palomino, Alberto López, Luis Buitrón, José Paulet, Luis Litardo, Alberto Moncada, Julio Rivero, Cirilo Cárdenas, Faustino Justino Mendoza, entre d'altres.

### Primers títols
Sport Alianza va obtenir el seu primer títol a la Lliga Peruana de Futbol el campionat del 1918, sis anys després de la creació de la lliga. Entre els anys 1912 i 1919, el club va utilitzar de forma alterna dos uniformes titulars: un que portava samarreta blava sencer i un altre blanc amb un disseny llistat, amb mànigues blaves i una franja vertical blava pel mig, el qual seria amb el pas del temps, el tradicional uniforme blanc-i-blau d'Alianza Lima. El 5 de maig de 1912, Sport Alianza va jugar el seu primer partit oficial davant del Jorge Chávez. L'any 1919, va ser especial per a la institució aliancista, ja que va aconseguir el títol per segona vegada consecutiva, aconseguint el primer bicampionat de la història blanc-i-blava. A més, aquell mateix dia va guanyar la Copa de Campions del Perú, una Supercopa Peruana que només es va jugar aquell any i així es va convertir en el primer club a aconseguir un doblet a la història del Futbol Peruà en obtenir la Lliga i Supercopa del mateix any. Aleshores l'Sport Alianza ja era un equip popular que comptava amb molts adeptes. La dècada dels anys 1920 va marcar dos fets importants en la història del club, amb els quals va acabar de formar la seva identitat. Primer, va passar de dir-se Sport Alianza per convertir-se definitivament en Alianza Lima. Fins ara no es té coneixement si va ser algú en particular l'autor del nom, però s'intueix que va ser elegit per decisió popular, ja que llavors es reconeixia el fet que tots els seus jugadors eren capitalinos. I segon, va aparèixer el jugador que va representar el posterior estil de joc amb què es caracteritza el club: Alejandro Villanueva. Se'l reconeixia per la seva bona tècnica, li agradava la inspiració i la genialitat.

### Primer tricampió del futbol peruà

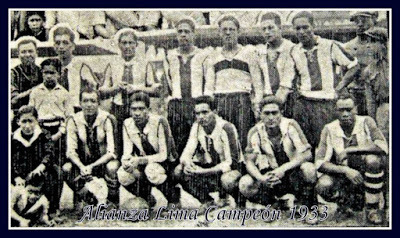
Planter d'Alianza Lima de l'any 1933.

Als anys 1920 l'equip aliancista va poder aconseguir els títols de 1927 i 1928, sent el seu segon bicampionat de lliga. L'any 1929, quan semblava que Alianza Lima aconseguiria un nou campionat, va ser castigat a perpetuïtat per problemes amb la Federació Peruana de Futbol, ja que el vicepresident d'Alianza en aquell moment, Enrique Vergara, li va enviar una carta informant que els jugadors aliancistes no participarien en la selecció perquè el club es trobava en «una deplorable situació econòmica». Davant d'aquest fet, l'ens rector va decidir suspendre'ls. Al final del torneig, Universitario de Deportes va resultar el campió del torneig.

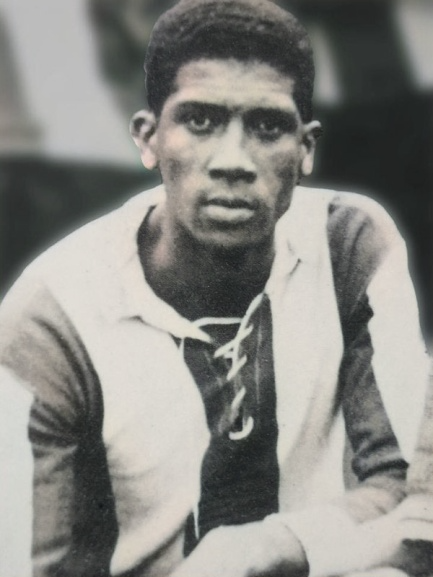
Alejandro Villanueva, ídol del club.

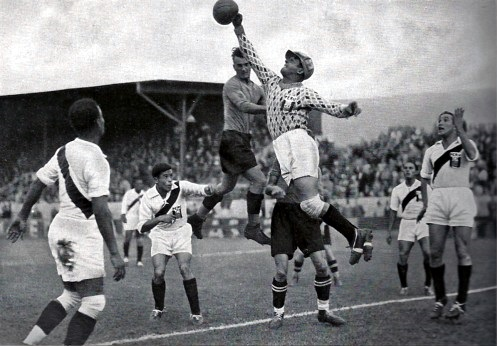
El porter Juan Valdivieso.

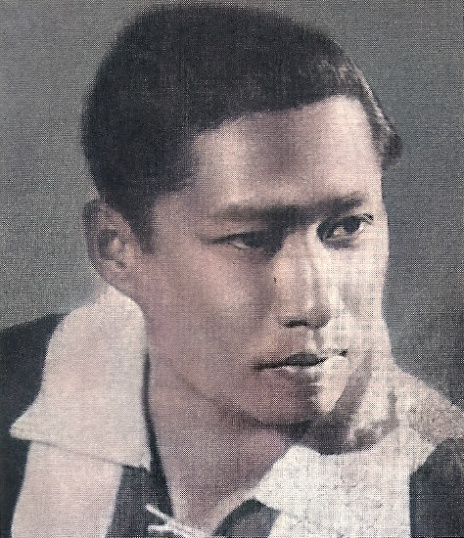
Jorge Sarmiento, 7 vegades campió amb el club.

El 1930, quan l'Atlètico Tucumán d'Argentina havia derrotat tots els equips peruans que li va tocar enfrontar, els mitjans i els aficionats van pressionar perquè Alianza Lima jugués. Després d'un pacte entre la Federació Peruana de Futbol i Alianza Lima, se'ls va aixecar el càstig imposat perquè puguin jugar davant del quadre argentí, amb la condició que aportessin jugadors el diumenge següent per a la selecció peruana, que havia de jugar el Sud-americà d'Argentina. Alianza va accedir i finalment el diumenge 9 de febrer de 1930, Alianza Lima va golejar l'Atlético Tucumán per 3:0 i el 15 de febrer de 1931, Alianza va celebrar els seus 30 anys de fundació amb una victòria de 4:0 sobre el Hajduk Split de Iugoslàvia. Un any abans es va dur a terme la primera Copa del Món a Montevideo, Uruguai. La selecció peruana va assistir a aquest esdeveniment, tenint al seu planter 8 jugadors aliancistes. Aquest mateix any, seria el començament del tricampionat. Alianza Lima va començar a fer-se popular internacionalment després de realitzar una reeixida gira per Xile en els anys 1930, després de la qual l'equip va ser considerat com el Rodillo Negre; aquest equip ho van conformar l'arquer Juan Valdivieso, juntament amb un atac on van destacar, José María Lavalle, Adelfo Magallanes, José Morales, Teodoro Fernández, Jorge Sarmiento i Alejandro Villanueva.
El campionat realitzat el 1934, Universitari de Deportes el va derrotar en un partit de definició. Aquest campionat ha resultat polèmic ja que la taula de posicions final sumava els punts del torneig de primers equips i 1/4 dels punts del torneig de reserves a la classificació general. En quedar empatat el torneig de primers equips, el torneig de reserves va donar a l'Alianza Lima l'avantatge final a la classificació general per 0.25 punts, després de l'última data en què Alianza va guanyar a l'Universitari els partits en les dues categories. Universitari va reclamar (considerava això injust) i després d'un partit, en el qual tots dos equips van acordar disputar el partit de desempat, Universitari va guanyar el torneig. Sobre això, en alguns cercles hi ha una controvèrsia sobre l'equip a qui es va haver d'atorgar el títol d'aquell any. En anys recents, ha sorgit la teoria basada en els diaris d'aquella època fins a inicis de 1950 que l'esmentat partit definitori no definia el títol absolut d'aquell any sinó només el de Primers Equips, ja que aquests mitjans sempre donaven com a guanyador el quadre íntim; tanmateix, es va començar a donar a la U com el campió d'aquest torneig a inicis dels anys 70. Hi ha polèmica pel que fa a això, però tant la FPF, l'ADFP i la FIFA consideren Universitari com el campió d'aquest any.
Per a l'any 1935 i 1937 el rodillo negro torna a quedar com a subcampió peruà. Cal ressaltar que el 1936 no hi va haver campionat pels Jocs Olímpics de Berlín 1936.

### Descens i irregularitat
L'alegria dels èxits de la primera meitat de la dècada del 30 va desaparèixer l'any 1938, després d'un campionat deficient, Alianza Lima ocupa el penúltim lloc de la Lliga Peruana després de perdre 0:2 davant el Sucre i va baixar a la Primera Divisió de la Lliga de Lima. El motiu que va portar a una actuació tan deficient en aquell any va ser el rendiment en declivi dels seus millors jugadors, propers a l'edat del retir i que es negaven a donar pas a noves figures. El 1939, Alianza va ser partícip del torneig de la Divisió Intermèdia al Rímac, específicament a la pista del Potao. Una gran quantitat d'aficionats al club aliancista anava a aquest escenari per veure jugar els blanc-i-blaus.
Al debut, Alianza va empatar 0:0 amb l'Unión Carbone; no obstant, després va venir una ratxa de triomfs, entre ells una golejada de 5:1 davant l'Sportivo Uruguai. Aliança va acabar primer en el torneig, però, va haver de jugar un partit decisiu davant de San Carlos (campió de la Lliga del Callao) per definir qui obtindria el pas a Primera en l'anomenat Ascens a la Divisió d'Honor. Finalment, Aliança va guanyar la trobada, va ser campió i va tornar a la Primera Divisió el 1940, on es manté fins ara.
En general, la dècada dels 40 no va ser gaire fructífera per al quadre grone, ja que només va poder obtenir un campionat més per al seu palmarès, sumat a això, durant els primers anys va morir prematurament a l'edat de 35 anys l'ídol aliancista Alejandro Villanueva a la sala Santa Rosa de l'hospital Dos de Mayo, l'11 d'abril del 1944, víctima de tuberculosi.

### Superclàssics històrics
El títol de 1948 va trencar una sequera de 15 anys (14 per a altres experts en la matèria). Aquell equip que es va coronar campió va ser dirigit per un exjugador blanc-i-blau, Adelfo Magallanes. La base d'aquest equip va estar conformada per Teòdul Legari; Fuentes i Arce, Silva, Gonzáles i Heredia; Félix i Roberto Castillo, Salinas, Vargas i Pedraza; el qual estava totalment renovat i també va tenir l'apel·latiu de Rodillo Negre. L'equip al·liancista va presentar un equip amb jugadors joves i alguns veterans. L'experiència va ser representada en jugadors com Alejandro Gonzáles i Teódulo Legario; aquest darrer va ser un jugador que va disputar diverses trobades amb la samarreta d'Aliança.
Un any abans, al primer Superclàssic de l'any 1947, els íntims van golejar la U a la final del Torneig Obertura per un voluminós resultat de 4 a 1. Al segon Superclàssic de l'any 1947 els cremes van començar guanyant el primer temps per 3:1 de manera contundent. En la segona meitat, Aliança va donar volta el marcador en vuit minuts. 70'; després, l'àrbitre va cobrar falta dins de l'àrea, Arce va executar i va anotar el gol de la paritat als 73', i al minut 78 després de diversos rebots a l'àrea merengue, la pilota va arribar als peus de Carlos Gómez Sánchez, que amb xut creuat va marcar el gol del triomf i d'una remuntada que va quedar a la història per la circumstància en què es va donar.
El 12 de juny de 1949, es va produir la golejada més voluminosa dels Superclásicos. Alianza Lima, amb cinc gols d'Emilio Salinas, va golejar per 9 a 1 el seu etern rival, Universitario. 22 dies després es van tornar a enfrontar un 3 de juliol, on els cremes van rebre una altra golejada, aquesta vegada pel marcador de 5:0. És a dir, en menys d'un mes, Aliança Lima havia anotat 14 gols a la U. L'etapa de l'Associació No Amateur (ANA) va culminar el 1950, donant pas a l'era professional del futbol peruà el 1951. És així com aquest esport va començar a adoptar els estàndards internacionals que requeria el professionalisme.

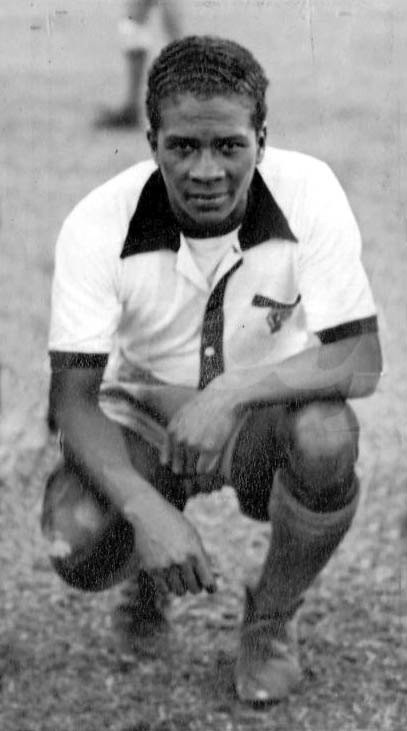
Valeriano Lopez, campió el 1954 i 1955.

Atlètic Chalaco va ser el primer rival d'Alianza Lima en aquesta nova era. Aliança va debutar a la professional amb un triomf de resultat 2:1; els dos gols aliancistes els va anotar Roberto Castillo. L'any següent de debutar al futbol professional després de ser subcampió, Aliança va aconseguir novament el campionat del futbol peruà en finalitzar primer a la taula amb 27 punts, mentre que la seva escorta Sport Boys va acabar en la segona casella amb 5 punts menys. Tot i el subcampionat de 1953, l'any següent van aconseguir el títol de 1954 per després tornar-se a coronar bicampions el 1955, destacant Valeriano López, Máximo Mosquera i Óscar Gómez Sánchez. El 26 d'abril del 1956, Aliança va golejar 6:1 el Club Aurora a la ciutat boliviana de Cochabamba i el 5 d'agost, Aliança va enfrontar per primera vegada l'Sporting Cristal amb victòria del quadre aliancista per 2:1. Aquest any van quedar subcampions. Aquest Segon Rodillo Negro va obtenir 4 Campionats de Primera Divisió i 3 subcampionats.

### Generació daurada
Els anys 1960 van significar la presència de jugadors rellevants en la seva història com ho van ser Víctor Zegarra, jugador d'un toc destacable i molt hàbil amb la pilota als peus; Martínez i Pedro Pablo León, que va passar part de la seva infantesa a Alianza i va ser testimoni dels èxits aconseguits en anys anteriors. En 1962, amb jugadors com Rodolfo Bazán, Adolfo Donayre, Wantuil da Trinidade, Joan de la Vega, Rivas, Rodolfo Guzmán, Víctor Zegarra, Pedro Pablo León, Víctor Rostaing; entre d'altres, van aconseguir un altre campionat després de ser subcampions un any abans. La incorporació del defensa Wantuil da Trinidade, va significar trencar la tradició de jugar només amb futbolistes peruans en el professionalisme. Alianza Lima va aconseguir un nou bicampionat per a la seva història obtenint en total 28 punts, relegant a l'Sporting Cristal a la segona casella amb 25. Alianza va tornar a sumar una altra corona el 1965. A partir del 1966, el campionat es va tornar descentralitzat.

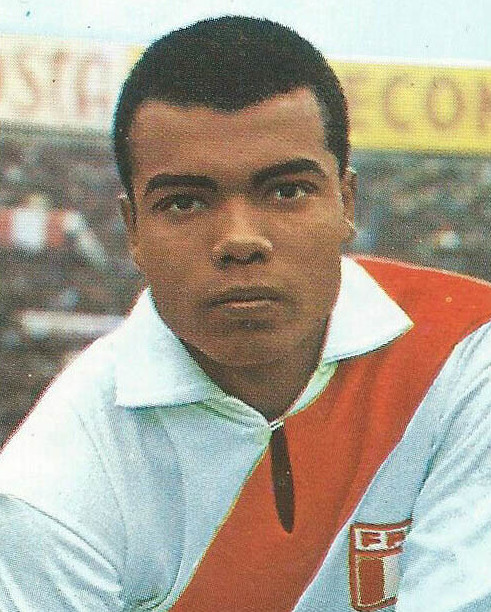
Teófilo Cubillas, un dels futbolistes més destacats a la història del futbol peruà. És el màxim golejador del club a la Copa Libertadores

Més enllà dels títols aconseguits (1962, 1963 i 1965), els equips peruans d'aquells anys van denotar un gran nivell futbolístic. El 1966, va debutar amb la samarreta d'Alianza Lima un noi del districte de Puente Piedra (Lima) anomenat Teófilo Cubillas. Cubillas, va ser una de les màximes figures aliancistes durant gairebé una dècada. Va néixer el 8 de març de 1949, a Puente Piedra, va jugar a l'equip Huracán Boys del districte amb tan sols 12 anys. Aquest any van quedar subcampions. Des del seu debut a la Primera Divisió amb samarreta d'Alianza, el seu talent per jugar a futbol el va convertir en un ídol del Perú. Curiosament, des del 1966 al 1974 aliança seria protagonista del torneig moltes vegades, mes no aconseguiria coronar-se com a campió.

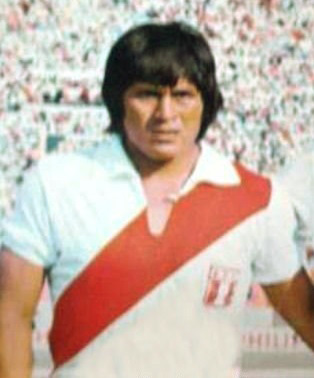
Hugo Sotil, campió el 1977 i 1978 del torneig peruà.

Als anys 70, Alianza Lima va conformar un equip totalment nou amb una generació de jugadors que van fer història amb Alianza lima en obtenir els campionats de 1975, 1977 i 1978. Entre ells van destacar els mundialistes Jaime Duarte, Hugo Sotil, Teófilo Cubillas, José Velásquez, Guillermo La Rosa, César Cueto (jugador que també es va convertir en ídol per posseir, potser, la millor tècnica que s'ha vist en un futbolista peruà) i els golejadors Juan Rivero Arias i Freddy Ravello. En aquesta etapa, també va arribar a les segones fases de les edicions de 1976 i 1978 de la Copa Libertadores. A més, va obtenir el seu únic torneig internacional, el 1976, en guanyar la Copa Simón Bolívar (Torneig organitzat per la Federació veneçolana de futbol). La base de la selecció del Perú que va aconseguir la Copa Amèrica de 1975 i la classificació als mundials de 1978 i 1982 va estar conformada pels aliancistes esmentats.

### Una dècada amarga
Un conjunt de factors va fer dels anys 1980 els més desagradables en la història del club. Per més dels esforços de la directiva a portar reforços (entre ells José Velásquez i Guillermo La Rosa) a la temporada 1982, no va aconseguir per aconseguir el títol. L'equip feia bones campanyes de la mà de William Huapaya, Raúl Mejía i Eugenio La Rosa, però no n'hi havia prou per obtenir l'anhelat títol nacional. El 1985 els jugadors de les divisions menors blanc-i-blaves van prendre protagonisme a l'equip i van aparèixer jugadors com Luis Escobar, Pacho Bustamante, Tomás Farfán i José Casanova. Gràcies a ells, i de futbolistes experimentats com a Juan Illescas, van guanyar el Torneig Regional de la zona Metropolitana. El 1986, «l'equip del poble» va guanyar el Torneig Descentralitzat, i obtenir la possibilitat de disputar la final pel títol nacional, però va acabar perdent-la davant Club San Agustín.

#### Tragèdia del Fokker (1987)
Marcos Calderón va arribar a Alianza Lima el 1987 amb trenta anys com a entrenador a sobre. Quan el campionat de 1987 concloïa i semblava que el títol seria aliancista de nou, va passar una tragèdia. El 7 de desembre d'aquell any, Alianza va viatjar cap a la ciutat de Pucallpa per enfrontar-se en un partit del campionat nacional al Deportivo Pucallpa. Va ser victòria aliancista per 1:0 amb gol de Carlos Bustamante. Tot semblava decidit, i l'afició aliancista va començar a especular amb l'anhelat títol; no obstant, això no va passar. A punt per tornar a Lima, l'equip íntim va arreglar amb la Marina de Guerra del Perú per tornar en un vol xàrter a bord d'un avió Fokker el 8 de desembre. Poc abans l'aeroport d'arribada després de constants esforços per part del pilot, l'avió va caure al mar a l'altura de la localitat de Ventanilla. L'accident va emportar la vida de 43 persones: 16 futbolistes, cinc membres del cos tècnic, quatre dirigents, vuit barristes, tres àrbitres i set tripulants; el pilot és l'únic supervivent de l'incident. Aliança Lima va acabar de participar al campionat de 1987 jugant amb juvenils i alguns jugadors prestats pel club xilè Colo-Colo, qui havia viscut una tragèdia similar i va acudir en el seu suport. L'amistat entre aquests dos clubs es va fer forta des d'aquell moment. El 1988, l'exjugador César Cueto va tornar del retir per intentar millorar la trista situació que travessava el club en aquell moment. Com que el quadre blanc-i-blau no es va classificar-se al Torneig Descentralitzat, va haver de jugar el Descentralitzat ''B''. El guanyador del torneig obtenia la possibilitat de disputar la lligueta final pel campionat nacional. Aliança, que era dirigit per Teófilo Cubillas, ho va aconseguir, però el campió va acabar per ser Sporting Cristal.

### 1990-1996
El 1989 i 1990, el club només torna a guanyar la zona de Lima, mentre que 1991 i 1992 van ser temporades desapercebudes.
Miguel Ángel Arrué va arribar el 1993 per ser entrenador. El seu treball va consistir a donar-li més importància a les divisions menors i juvenils, alternant-los al primer equip fins que adquirissin experiència per ser titulars. Aquesta nova ventrada de joves són coneguts com a potrillos. Un d'aquests joves jugadors va ser Waldir Sáenz, davanter que va començar a brindar futbol agradable a la vista i va aconseguir una ratxa golejadora. Amb 31 gols l'any va ser la revelació de la temporada, i amb el pas del temps, al golejador històric del club. Mancant poca data per guanyar el campionat, quan semblava que Aliança obtindria el títol nacional, va baixar el seu nivell, per la qual cosa va haver de conformar-se amb la lligueta Pre-Libertadores. José Soto, Paulo Hinostroza, Juan Saavedra, Darío Muchotrigo, Marco Valencia, David Chévez i Juan Jayo Legario també van començar a sobresortir.
El 1994 i el 1996, l'equip queda en segon lloc i el 1995 en tercer.

### Ressorgiment (1997-2006)

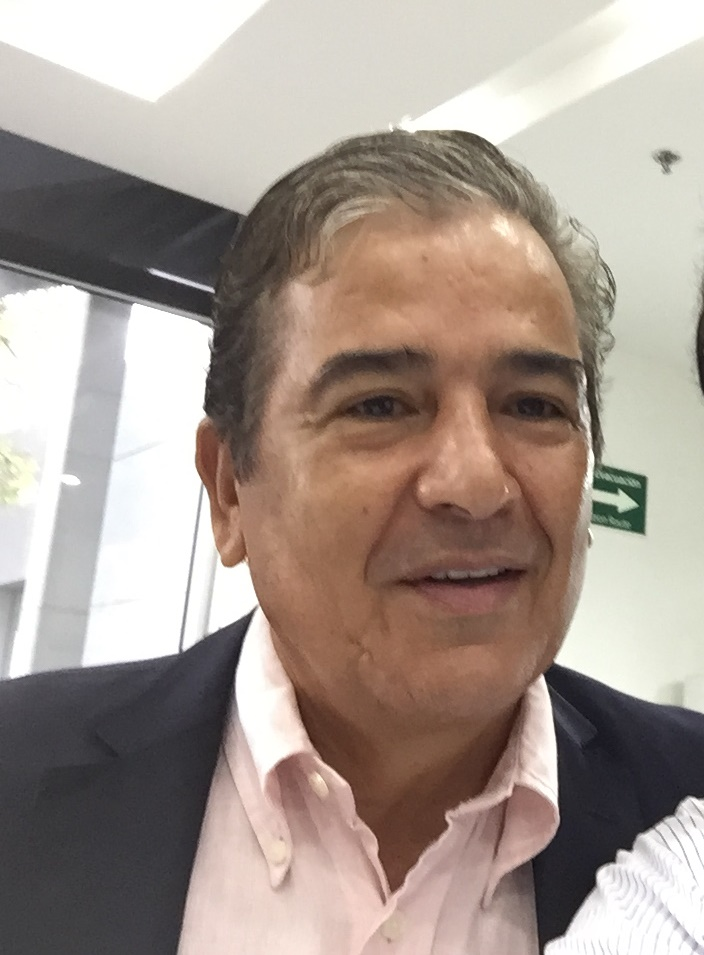
Jorge Luis Pinto, entrenador campió del torneig peruà amb Alianza el 1997.

Passada una dècada de la tragèdia, el 1997, el club victorià es va consagrar campió nacional després d'un partit a Talara (Ja que va aconseguir el Torneig Obertura i Clausura d'aquest any), marcant la fi de 18 temporades sense títols nacionals. L'entrenador campió va ser el colombià Jorge Luis Pinto, i amb una campanya destacada, Alianza va poder fer l'anhelada volta olímpica.

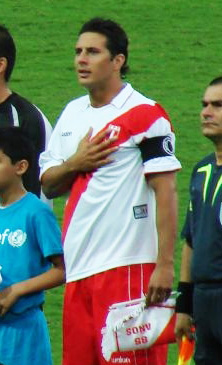
Claudio Pizarro.

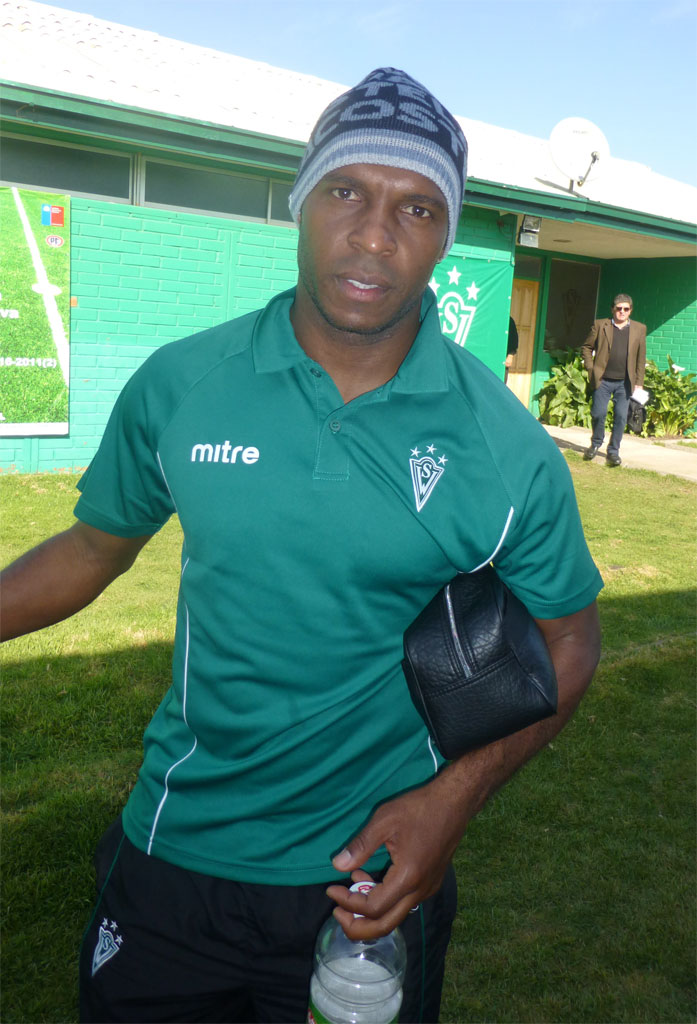
Tressor Moreno, campió amb el club del torneo clausura de 1999.

L'any següent, Aliança es va classificar a la segona fase de la Copa Libertadores, en la qual va ser eliminat per Peñarol només per penals. A la Copa Merconorte 1999, va quedar com a líder del seu grup i la tanda de penals li va impedir jugar la final. Al campionat peruà, Aliança va arribar a formar un bon planter. Una clara prova d'això va ser l'obtenció del Torneig Clausura 1999 i el subcampionat del Clausura 1998 i Obertura 1999. En aquelles temporades van destacar Claudio Pizarro, Tressor Moreno i Sandro Baylón com a revelacions. El primer dia de l'any 2000, va perdre per un accident automobilístic el seu jugador Sandro Baylón, defensa i volant de 21 anys que arribava a l'arc rival i anotava gols. Aliança va rendir una mala campanya al Torneig Obertura de l'any 2000, ja que va obtenir resultats molt irregulars. No va ser diferent la situació al Torneig Clausura, on el seu resultat més destacat va ser la victòria davant Unió Minas per 4:0 a Matute, per la tercera data del certamen.
L'afició al·liancista va viure un moment especial amb l'arribada del 2001. Era l'any del centenari, i entre l'afició blanc-i-blava es percebia un ambient festiu. El 14 de febrer de 2001, els íntims es van enfrontar contra l'equip que els va ajudar a la tragèdia de 1987: el Colo-Colo de Xile, aprofitant les bones relacions entre ambdós clubs. El resultat va acabar sent favorable al quadre peruà per 2:1. Al final de l'Obertura 2001, tant blanc-i-blaus com celestes van aconseguir 46 punts en 22 dates, per la qual cosa es va jugar un partit extra, el qual va guanyar Aliança per 2:1. En aquest mateix any, els juvenils Paolo Guerrero, Jefferson Farfán i Wilmer Aguirre van ser promoguts al primer equip pel tècnic interí Jaime Duarte. Després d'una paupèrrima campanya al Clausura, Alianza només va esperar rival per enfrontar-se a final d'any. El rival va ser el Cienciano del Cusco qui coincidentment també celebrava el seu centenari el 2001. El 22 de desembre a l'estadi de Matute, Alianza va guanyar pel marcador de 3:2. Després en el partit de tornada que es va jugar a Cusco, Cienciano va guanyar per la mínima diferència. Val a dir que aquest any no es va exercir la regla del gol de visitant, per la qual cosa després de jugats dos temps de 15 minuts es va arribar a la definició per penals en tenir com a resultat global un 3:3. A la resolució, els íntims van conquistar el campionat en vèncer per penals (4:3). Així, Aliança Lima es va coronar campió nacional l'any del centenari.
Al Torneig Obertura del 2002, Alianza va aconseguir un punt més (47) dels 46 que li van donar el títol a l'Obertura 2001, no obstant, no en va tenir prou per obtenir el títol. La campanya al Torneig Clausura es va veure condicionada per la sanció que li va imposar la Comissió de Justícia de la Federació Peruana de Futbol a l'equip al·liancista, que va consistir en la reducció de tres punts a la taula del campionat per la suposada negació de passar el control antidopatge a la ciutat de Sullana. Dels 45 punts obtinguts, només se'l van reconèixer 42. Després, la Federació va convidar al quadre íntim a participar en la primera edició de la Copa Sud-americana com a campió nacional del Perú. En primera fase, a la clau peruana li va tocar enfrontar-se al seu clàssic rival, Universitari de Deportes, vencent-ho en els dos partits, tant a l'anada com a la tornada. Així, va avançar a la següent etapa del torneig. A la següent fase, va jugar contra el Barcelona de Guayaquil, al qual va eliminar prèvia tanda de penals, classificant a la tercera etapa. En aquesta instància, van derrotar el Nacional d'Uruguai a Matute per la mínima diferència i en el partit de tornada a Montevideo, per diferència de gols no va poder continuar avançant i va quedar eliminat.

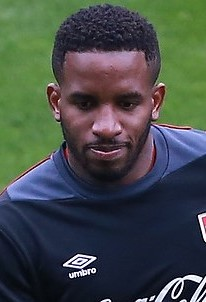
Jefferson Farfán.

Al començament de l'any 2003, la vigília d'un nou Torneig Obertura, Alianza va decidir, com a vegades anteriors, apostar per les seves divisions menors (Entre ells destacaven Alexander Sánchez, Junior Viza, Roberto Guizasola, Rinaldo Cruzado i Juan Diego Gonzales-Vigil). L'equip va mostrar respostes molt favorables, i es va consolidar amb el pas de les dates sota la direcció tècnica de Gustavo Costas. El torneig curt va ser esquiu a Alianza, ja que va acabar segon darrere de Sporting Cristal. Gràcies als bons resultats al Torneig Clausura 2003, Aliança s'ubicava al primer lloc mancant 7 dates per concloure el torneig, superant per 5 punts el seu més proper perseguidor, Aliança Atlètic. Quan es jugaven les darreres dates, els jugadors de tots els clubs del campionat, van decretar una vaga indefinida per la falta de pagament que rebien dels seus clubs. És així com l'Agremiació de Futbolistes el va informar de la situació als membres de l'ADFP (Associació Esportiva de Futbol Professional), que van decidir que els equips juguin amb els seus sub-20. Aquesta mesura va portar més problemes que van obligar a la Federació Peruana de Futbol a donar per acabat el Torneig Clausura 2003, nomenant com a campió del Torneig Clausura a Aliança per la ubicació en què es trobava al moment de la suspensió, a més de la seva puntuació obtingut durant tot l'any. L'Agremiació de Futbolistes, els membres de l'Associació Esportiva de Futbol Professional i la Federació Peruana de Futbol finalment es van posar d'acord i van aixecar la vaga. El partit pel títol nacional va ser programat per al 31 de gener de l'any 2004. Aliança va vèncer a Sporting Cristal amb gols de Jefferson Farfán i Roberto Silva, consagrant-se campió nacional a l'Estadi Nacional.
Aliança Lima va guanyar el Torneig Obertura 2004, on entre els resultats més importants es van considerar la golejada per 5:0 a l'Sporting Cristal i la victòria per 1:0 sobre Universitari d'Esports. Aquest últim partit va permetre als blanc-i-blaus fer la volta olímpica, una vegada més, davant del seu clàssic rival a l'estadi Alejandro Villanueva gràcies al gol de Waldir Sáenz. El campió del Torneig Clausura 2004 va ser el mateix Cristall, per la qual cosa Aliança va haver de guanyar el dret de jugar el Play Off (quedar entre els 6 primers del Clausura), el qual van obtenir en un partit davant de Ciencià a l'altura de la ciutat del Cusco. El resultat final del Play Off va ser un empat, per la qual cosa es va arribar a la tanda dels penals. Norberto Araujo (jugador de Sporting Cristal) va errar el penal decisiu, per la qual cosa Alianza va ser novament bicampió nacional. Van destacar, a banda del seu planter, Aldo Olcese, Walter Vílchez i Leao Butrón.

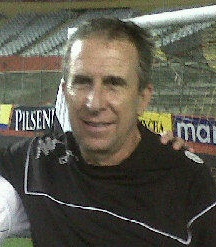
Gerardo Pelusso.

Per al Torneig Obertura 2005, Aliança va contractar a l'entrenador argentí Rubén Darío Insúa. Després de jugades catorze dates de l'Obertura, amb 15 punts a la taula de posicions i ubicat a la setena casella, Insúa va dimitir al lloc de Director Tècnic d'Aliança Lima. Wilmar Valencia va ser contractat com a entrenador per la nova Comissió de Futbol. El rendiment de l'equip sota la batuta de València no va millorar gaire, posant-ne el càrrec a disposició. La Comissió va decidir llavors designar com a nou entrenador a Roberto Challe. En els primers partits que va dirigir Challe el rendiment de l'equip al·liancista es va mantenir regular, i després va venir una alça evident en guanyar els quatre darrers partits del campionat. El 2005 no va ser un bon any per al club íntim. Va militar la majoria de dates als últims llocs de la taula, per la qual cosa Alianza va buscar la manera d'aconseguir el títol del següent any.
El 2006, de la mà de l'entrenador uruguaià Gerardo Pelusso, Alianza Lima va aconseguir el Torneig Obertura. El seu màxim golejador a l'any va ser Flavio Maestri. Amb un empat contra Sport Boys en va tenir prou per obtenir el títol. A la segona meitat de l'any, tot va semblar indicar que Aliança aconseguiria el Clausura i, per tant, el campionat nacional. Tot i això, hi va haver una caiguda de rendiment per part de l'equip i finalment Cienciano va resultar ser campió, per la qual cosa Alianza va tornar a jugar un nou Play Off, tal com l'any del centenari, davant del quadre incaic. Cienciano va aconseguir una victòria per la mínima diferència a Cusco i Alianza el va derrotar 3:1 a Lima, fet que va significar la corona número 22 en la història del club de la mà dels xilens Rodrigo Pérez i Fernando Martel.

### 2007-2016

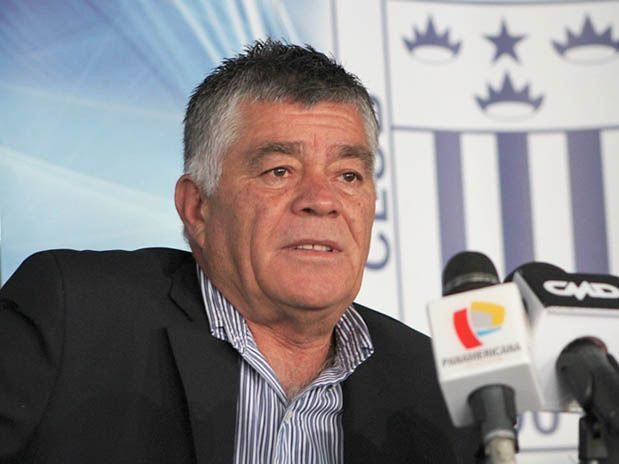
Miguel Ángel Arrué, entrenador que va dirigir la final del campionat peruà del 2011 davant de Juan Aurich.

Per a la primera part de l'any 2007 Aliança va mantenir el mateix director tècnic. Gerardo Pelusso va ser l'encarregat de guiar els blanc-i-blaus al Torneig Obertura d'aquell any. En l'àmbit internacional, Alianza va complir una nefasta campanya a la Copa Libertadores en què malauradament no va aconseguir cap punt. L'equip blanc-i-blau mai no va trobar el rumb i va acabar sisè a finalitzar l'Obertura, cosa que li permetia temptar el campionat nacional. En començar la segona part de l'any es va confirmar l'anada de Gerardo Pelusso del club blanc-i-blau i es va contractar un altre uruguaià, Diego Aguirre. L'entrenador no coneixia el mitjà local i una sèrie de resultats insostenibles es van encarregar de la sortida ràpida del club victorià. El xilè Miguel Ángel Arrué va ser nomenat director tècnic del primer equip. Lamentablement per als seus interessos, Alianza va acabar quart per diferència de gols amb Ciencià que va acabar tercer, quedant a un pas de disputar la final.

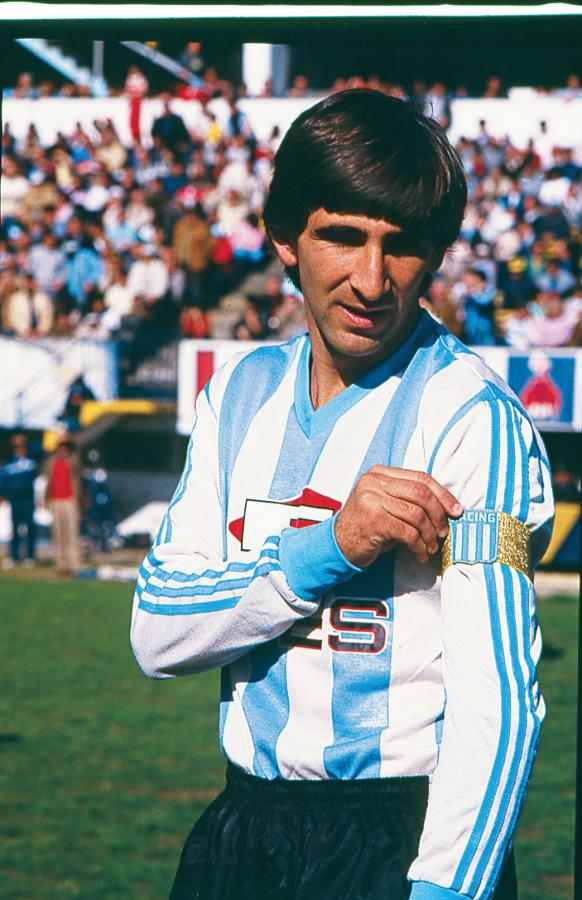
Gustavo Costas va ser entrenador de l'equip durant la Copa Libertadores 2010.

El format del campionat peruà va patir variants significatives el 2009. Miguel Ángel Arrué va continuar dirigint l'equip tant a la pretemporada com en els primers partits del Torneig Obertura. Tot i això, pel baix rendiment i els mals resultats (antepenúltima posició amb 9 punts en vuit partits disputats), va ser destituït del càrrec el 30 de març. El seu reemplaçant, de forma interina, va ser l'exjugador i capità aliancista José Soto Gómez. Els mals resultats van continuar sota la seva direcció tècnica, cosa que va desembarcar en la contractació de l'entrenador veneçolà Richard Páez, que va dirigir els blanc-i-blaus fins a la data 23 del Torneig Clausura. Aliança es trobava en llocs de descens, i les darreres dates van servir per definir la sort de l'elenc victorià. Davant d'una comanda de la dirigencia, José Soto va decidir tornar a dirigir Alianza Lima al tram final del torneig. Finalment, després d'importants victòries davant de José Gálvez i Sporting Cristal a l'estadi de Matute, Alianza va aconseguir la permanència en la penúltima data, ja que Sport Ancash va empatar 2:2 amb Atlètic Minero, resultat que li va permetre continuar a Primera Divisió. El nombre d'equips participants va augmentar a 16 i la primera part del torneig va constar de 30 dates en enfrontament directe anada i tornada. Després, en arribar a la segona part del campionat, els equips van ser separats en dos grups de vuit segons la seva posició final: els que van acabar en les posicions parells van anar a un grup i els senars a un altre. En aquests grups la puntuació no va tornar a zero; cada equip va començar amb la puntuació feta a la fase regular. Així, els líders dels dos grups van disputar el títol Nacional a dos Play Offs. En arribar a aquesta instància, Alianza només va aconseguir el subcampionat, ja que va caure com a visitant per 1:0 en el partit de tornada davant d'Universitari (previ 0:1 a l'anada). A diferència de les dues campanyes anteriors, l'equip aliancista va classificar la Copa Libertadores en guanyar el seu grup respectiu. Durant tota la temporada, Alianza va estar sota la direcció tècnica de Gustavo Costas.

#### La Copa Libertadores de 2010
L'any 2010, l'equip va continuar amb l'ordre tècnica liderada per Costas. La pretemporada es va realitzar a Serra de la Finestra, Argentina, amb l'objectiu posat a la Copa Libertadores 2010. En aquest certamen va realitzar una campanya destacada, ressaltant la golejada 4:1 que li va propinar al llavors vigent campió d'Amèrica i subcampió del món, Estudiants de la Plata. Va perdre el primer lloc del seu grup a la darrera data, però va accedir a vuitens de final com el millor segon del torneig. En aquesta instància va enfrontar la Universitat de Xile, que va guanyar a Lima pel resultat de 0:1 al partit d'anada. A Santiago, el quadre aliancista consolidava el seu accés a quarts de final en guanyar 1:2 a l'estadi de Colo-Colo. Tot i això, en una polèmica decisió, l'àrbitre principal va decidir validar un gol que havia estat anul·lat pel jutge de línia. Així, amb el resultat final de 2:2, el quadre grone es va resignar a quedar entre els 16 millors equips d'Amèrica. Les partides de les seves principals figures a la Libertadores com Wilmer Aguirre i José Carlos Fernández, van fer que l'equip perdés terreny en la seva lluita pel títol nacional, el qual va mantenir el seu format de l'any anterior. D'aquesta manera, va acabar a 14 punts del líder del grup imparell, la Universitat de San Martín. El nou objectiu d'Alianza Lima era llavors obtenir la quota com a Perú 3 a la Copa Libertadores 2011. En les últimes dates del Descentralitzat va disputar aquesta classificació amb el seu etern rival, Universitari. Al final de les 44 dates regulars, Aliança va obtenir el passi a la primera fase de la Libertadores, relegant a Universitario a la Copa Sud-americana. Aliança va finalitzar el campionat al tercer lloc de la taula general.

#### El subcampionat del 2011 i la venda de Yordy Reyna

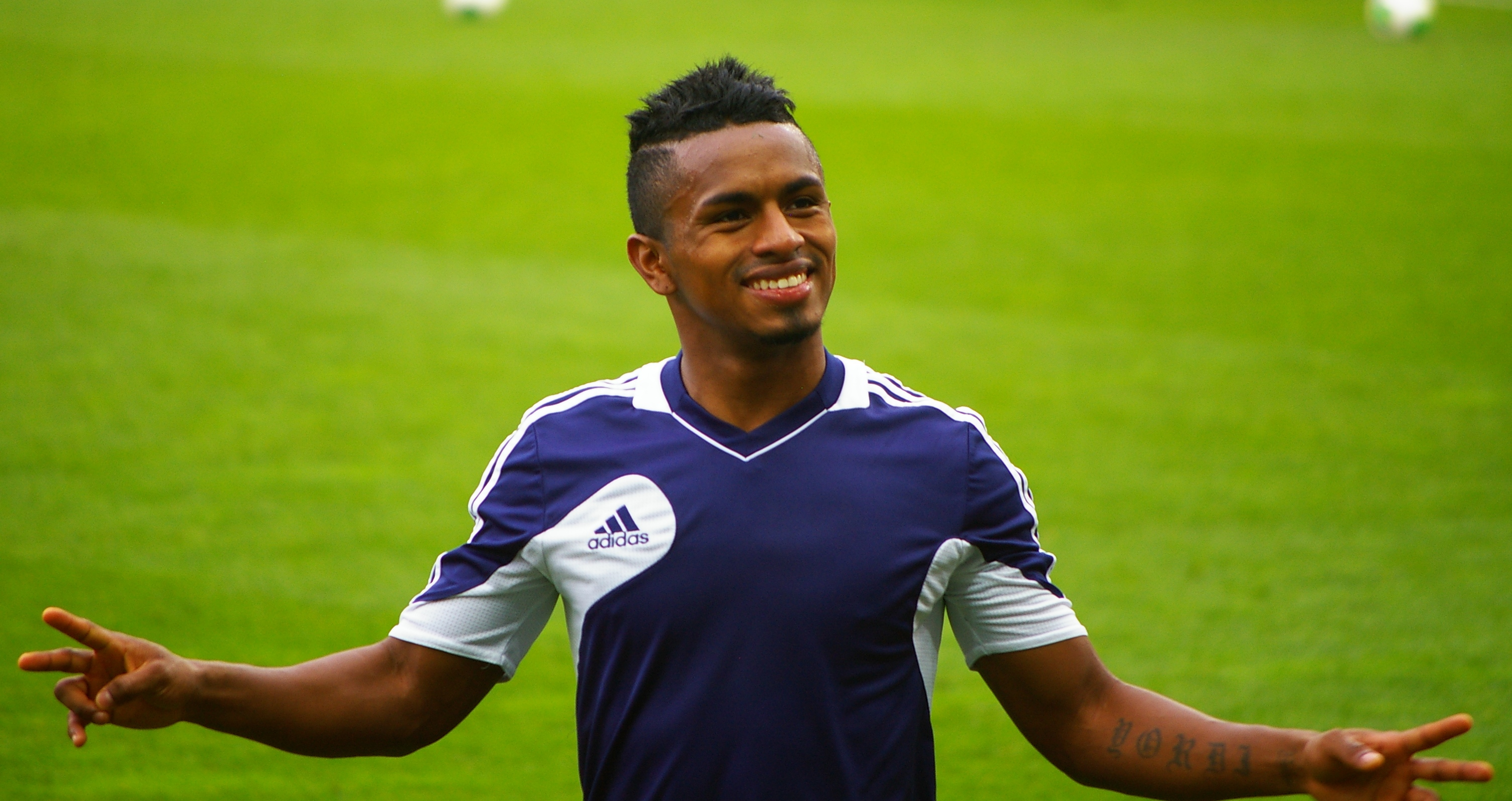
Yordy Reyna

El 2011, Alianza va realitzar una bona campanya que el va portar a disputar la Copa Libertadores 2012 i la final del torneig peruà, la qual va perdre davant el Juan Aurich en definició de penals. L'any següent, va estar enmig d'una crisi generalitzada ja que el club va ser intervingut per l'Estat i posat a càrrec d'una Administració Temporal per la qual cosa va haver-hi un èxode de jugadors a inicis i meitat de temporada, per la qual cosa Alianza va fer una dolenta campanya, fins i tot en diverses dates a la vora de la zona de descens. L'any 2013 es va iniciar promissòriament amb la consolidació de Yordy Reyna, un jugador del planter que havia mostrat grans condicions la temporada anterior. Les primeres dates del torneig van trobar l'equip a la primera posició. No obstant això, després d'un recés es va començar a patir derrotes inesperades, perdent-se la posició de privilegi. A més a més en una decisió que molts van considerar precipitada, l'Administració Temporal del Club va decidir vendre Reyna al Red Bull Salzburg d'Àustria. Els mals resultats es van succeir i el tècnic Wilmar València es va veure obligat a renunciar-hi. A la segona etapa l'equip es va reforçar i va aconseguir millors resultats, però els punts perduts a la primera etapa van impedir que es va arribar a la final.

#### Campió del Torneig de l'Inca
El 2014, amb un nou tècnic, l'uruguaià Guillermo Sanguinetti, l'equip va arrencar molt bé l'any guanyant el Torneig de l'Inca, després de vèncer a la final la Universitat San Martín. Al torneig van destacar Walter Ibáñez, Mauro Guevgeozián, Pablo Míguez i Julio Landauri. Al Torneig Obertura l'equip va ser molt irregular i per al Torneig Clausura, l'equip blanc-i-blau va quedar en segon lloc, després de perdre en un partit extra, jugat a Arequipa, amb Sporting Cristal.

## Palmarès
| Tipus     | Competició | Competició              | Títols | Edició |
| --------- | ---------- | ----------------------- | ------ | --- |
| Nacionals |            | Lliga Peruana de Futbol | 26     | 1918, 1919, 1927, 1928, 1931, 1932, 1933, 1934, 1948, 1952, 1954, 1955, 1962, 1963, 1965, 1975, 1977, 1978, 1997, 2001, 2003, 2004, 2006, 2017, 2021, 2022 |
| Nacionals |            | Segona divisió          | 1      | 1939 |
| Nacionals |            | Supercopa del Perú      | 2      | 1919, 2018 |
| Nacionals |            | Copa del Inca           | 1      | 2014 |
| Nacionals |            | Copa de Liga del Perú   | 1      | 1928 |
| Americà   |            | Copa Simón Bolívar      | 1S     | 1976 |

- Rècord
- S Rècord compartit

## Jugadors

### Jugadors destacats
Alianza Lima des de la seva fundació, sempre es va caracteritzar per aportar jugadors a la selecció i una de les aportacions més importants a través de la història, va ser la que es va fer per a les olimpíades de Berlín 1936 amb Alejandro Villanueva, Juan Valdivieso, Adelfo Magallanes, entre d'altres. El jugador que ostenta más títulos con Alianza Lima es Jorge Koochoi Sarmiento (7 títulos) y suma en su haber 8 títulos a nivel nacional. A Alejandro Villanueva se li acredita haver estat el responsable del clàssic estil de joc d'Alianza Lima, on es va adjudicar la distinció de màxim golejador del campionat peruà els anys 1928 i 1931. Així mateix, l'arquer Juan Valdivieso té el rècord nacional de gols marcats en un sol matx: set. Això va passar en un partit davant Sportivo Unión, on van ubicar Valdivieso com a davanter, ja que Alejandro Villanueva havia patit una lesió.
Dos futbolistes importants de la seva història van coincidir als anys 1960 i començaments dels setanta. Junts, Víctor Zegarra i Pedro Pablo León van obtenir el bicampionat 1962-1963 i el títol de l'any 1965. Zegarra manté un rècord vigent en la història del club en romandre 19 temporades a Alianza Lima, entre les quals va aconseguir un altre bicampionat (1977-1978). Pedro Pablo León per la seva banda, va anotar cinc gols en un partit vàlid per la temporada 1973.
L'únic jugador aliancista i del Perú que apareix a la llista dels FIFA 100 és Teófilo Cubillas, considerat el major exponent del futbol peruà, que va jugar a Alianza Lima dotze temporades (1966-1972, 1977-1978, 1984, 1987-1988) i va marcar 167 gols; 13 d'ells a Copa Libertadores de América, convertint-se en el màxim golejador alliancista d'aquest certamen. Destaca per ser el segon màxim golejador històric de la selecció del seu país i el novè golejador de les Copes del Món. En aquesta competició és el migcampista més golejador de la història amb 10 gols anotats. Va ser nomenat el millor futbolista peruà del segle XX per la IFFHS, en integrar la llista 50 Millors Jugadors del Segle XX que va elaborar FIFA el 2004. Va obtenir el bicampionat 1977-1978 i va ser el màxim golejador dels campionats 1966 i 1970.

### Màxims golejadors
| En partits oficials | En partits oficials | En partits oficials | En partits oficials                 |
| Pos.                | Jugador             | Gols                | Temporades                          |
| ------------------- | ------------------- | ------------------- | ----------------------------------- |
| 1                   | Waldir Sáenz        | 178                 | 1992-1998 / 1999 / 2001-2005 / 2008 |
| 2                   | Teófilo Cubillas    | 167                 | 1966-1972 / 1977-1979 / 1984 / 1987 |
| 3                   | Víctor Zegarra      | 128                 | 1958-1974 / 1977-1978               |
| 4                   | Pedro Pablo León    | 104                 | 1960-1970 / 1973                    |

## Colors
Els colors del club són el blau marí i el blanc a franges verticals amb pantalons i mitjons blau marí. La uniforme reserva va variant però habitualment s'usa el blau marí o el blanc.
Durant el mes d'octubre, com a homenatge al Crist de Pachacamilla, Señor de los Milagros, sant patró del club, els colors són canviats adoptant-ne el morat i blanc, color associat a la imatge del sant i a la seva processó. El seu principal impulsor fou José Achong Carrión, conegut com a Chino Pepe"